# Río Guárico
El río Guárico es un río de los Llanos Centrales de Venezuela, fundamental en el sistema de embalses de regadío del estado Guárico para diversos cultivos y para el abastecimiento de agua potable de Caracas en el embalse de Camatagua. Nace cerca de la población de Belén, estado Carabobo, y se extiende por todos los Llanos Centrales del país. Tiene una longitud de 525 km. Se origina a 770 m de altitud en la serranía del interior de la Cordillera de la Costa. En su tramo superior le afluyen los ríos Pao y Caramacate antes de conformar el embalse de Camatagua. En su recorrido por los Llanos, recibe los ríos Taguay y Paya, confluyendo al embalse Guárico. Al salir del embalse en Calabozo su curso divaga en meandros por debajo de los 100 m de altitud, afluyéndole el río Orituco. En la última parte de su recorrido confunde sus aguas con derrames del río Apure, tomando el topónimo de Apurito, desembocando al río Orinoco.

## Cuenca
La cuenca del río Guárico está incorporada al sistema de abastecimiento de la Región Metropolitana a través del sistema Tuy III, o Camatuy que lleva agua desde el embalse hasta la plata de tratamiento y de allí al Área Metropolitana de Caracas.

## Embalse Guárico
El embalse Guárico es un embalse y represa ubicado en Calabozo, que sirve como sistema de riego para una extensa zona arrocera, donde es conocido como el sistema de riego del río Guárico. Este sistema sirve también para el control de las inundaciones por lluvias extremas en los llanos bajos o para la zona sur. Inaugurada en 1957 por Marcos Pérez Jiménez es la más grande hecha en Venezuela.

## Ecosistemas
La vegetación en las laderas está constituida, por bosques altos de dos a tres estratos arbóreos densos, de altura media. Siguiendo los cursos de ríos y quebradas se observan estrechos bosques de galería y sabanas de vegetación baja, poco arbolada y con predomino de gramíneas, estas sabanas también caracterizan la vegetación de otros sitios de topografía plana.

## Geología
La cuenca se caracteriza por tener una geología muy compleja, con predominio de fallas de corrimiento. En cuanto a la litología, se conoce que los suelos pertenecen a la formación Guárico, que en su mayor parte consiste de capas delgadas de areniscas y limolitas, en alternancia monótona con capas delgadas de lutitas y lodolitas. Los valles de algunos ríos Tucutunemo y Las Minas en el estado Guárico, han sido formados por depósitos aluviales recientes.

## Actividad económica
Su principal actividad económica es la ganadería y la agricultura, que gracias a su geografía principalmente plana y su hidrografía en la que abundan ríos y manantiales, es fácilmente desarrollable. Además en los últimos años se ha visto la irrupción de una moderna agricultura empresarial de regadío que logra producciones mayores de arroz, maíz y sorgo, con cultivos en más de 424 000 ha.

## Localidades cercanas
En la cuenca del río Guárico hasta el embalse de Camatagua se encuentran los siguientes centros poblados de importancia: Belén, parte de Villa de Cura, San Juan de los Morros, San Sebastián, Barbacoas, Camatagua, El Sombrero, Sosa, Calabozo, Lecherito V, Las Barbas y Guayabal.

## Afluentes
| Afluentes del Río Guárico |                |        |
| 1                         | Río Orituco    | 266 km |
| 2                         | Río Memo       | 106 km |
| 3                         | Río Paya       | 87 km  |
| 4                         | Río Tucutunemo | 75 km  |
| 5                         | Río Macaira    | 73 km  |
| 6                         | Río Taguay     | 53 km  |
| 7                         | Río Guarumen   | 46 km  |